# Sherlock Holmes vs. Dracula
Sherlock Holmes vs. Dracula  (sau The Adventures of the Sanguinary Count) este un roman cu Sherlock Holmes de Loren D. Estleman, publicat inițial în 1978.
Romanul este o relatare a aventurilor lui Holmes  care se confruntă cu Dracula lui Bram Stoker  și este prezentat ca o revizuire a romanului lui Stocker, deși cu Sherlock Holmes prezent în narațiune.
Cartea a fost republicată de către I-Books și Titan Books, cea din urmă sub sigla lor  "Aventurile ulterioare ale lui Sherlock Holmes.

## Primire
British Fantasy Society a numit cartea "unul dintre cele mai bune" crossover-uri Dracula/Holmes. Kirkus Reviews a numit cartea "un exemplu mai prudent și mai studiat de pseudo-Sherlock. Nu doar abordarea puristă face narațiunea academică, povestirea scurtă a lui Estleman [ascunde] o preocupare mai profundă."

## Adaptări
Romanul lui Estleman a fost adaptat pentru BBC Radio în 1981.  De atunci a fost redifuzat de mai multe ori.